# Downtown (Two Fingerz)
Downtown è un demo del gruppo musicale italiano Two Fingerz, pubblicato nel 2006.
Il 25 novembre 2016 la Karmadillo Studio Concept Factory lo ha ripubblicato per il download digitale.

## Tracce
1. Max velocità – 4:02
2. Gente da club – 3:47
3. So che si può – 4:29
4. Ognuno per sé  – 4:33
5. I Jack After the Weed – 4:51
6. Sei già ieri – 3:50
7. Dove inizia la follia – 4:41
8. Pensieri a metà – 4:18
9. Psyko Jack – 4:36
10. Finché sarò qui – 4:27
11. Down Town (Klint Mix) – 3:56
12. I Jack Before the Weed – 3:48
13. World Trip Bnc Premix – 3:20